# دانک مانرو
دانک مانرو (انگلیسی: Dunc Munro; ۱۹ ژانویهٔ ۱۹۰۱ – ۳ ژانویهٔ ۱۹۵۸) بازیکن هاکی روی یخ اهل کانادا بود.
وی همچنین برندهٔ جوایزی همچون جام استنلی شده‌است.
از باشگاه‌هایی که در آن بازی کرده‌است می‌توان به مونترآل کانادینز اشاره کرد.